# Улица Калинина (Астрахань)
У́лица Кали́нина — улица в исторических районах Белый город и Закутумье в центральной части Астрахани.

## Расположение
Начинается от набережной 1 Мая и идёт с юга на север, пересекая улицы Бабушкина, Маяковского, 3-ю Интернациональную, Чалабяна, Наташи Качуевской, Свердлова и Красную набережную. Далее проходит над рекой Кутум по Воздвиженскому мосту, за ним продолжается на северо-восток и пересекает улицы Нечаева и Пестеля, проезжую часть площади Карла Маркса, переулки Иванова, 1-й Вокзальный и Артистический и заканчивается у Вокзальной площади и улицы Академика Королёва.
Преимущественно застроена малоэтажными зданиями дореволюционного периода, в том числе многочисленными памятниками архитектуры.

## История
Современная улица Калинина состоит из двух отдельных исторических улиц. В XVIII веке её южная часть называлась Перевозной. В 1828 году для неё предлагалось название Запасно-Магазейная, однако в 1837 году она была названа просто Запасной. Часть улицы Калинина к северу от Кутума с того же 1837 года называлась Рождественской в Садах. В 1924 году Рождественская в Садах была переименована постановлением Междуведомственной комиссии в честь революционера Михаила Ивановича Калинина. Бывшая Запасная в том же году стала Царицынской в честь одноимённого города (сегодня он носит название Волгоград). В 1929 году после переименования города в Сталинград улица также стала называться Сталинградской. В 1957 году улицы Калинина и Сталинградская были объединены, общим именем для них стало название первой.

## Застройка
- дом 6/2 —  памятник архитектуры Дом Кромского (XIX в.)
- дом 12/1 —  памятник архитектуры Жилой дом (XIX в.)
- дом 13/29 —  памятник архитектуры Новодевичий монастырь (конец XIX — начало XX вв.)
- дом 18/2 —  памятник архитектуры Усадьба К. М. Моисеева (конец XIX в.)
- дом 21/66 —  памятник архитектуры Усадьба (начало XX в.)
- дом 22/1 —  памятник архитектуры Жилой дом (XIX в.)
- дом 23/65 —  памятник архитектуры Усадьба Шульгина
- дом 25/58 —  памятник архитектуры Дом с магазинами Е.М. Мелькумова и его наследников (вторая половина XIX в.)
- дом 27/53 —  памятник архитектуры Жилой дом (конец XIX в.)
- дом 28/67 —  памятник архитектуры Здание астраханского гражданского и уголовного суда (окружной суд, построено в 1874‒1885 годах по по проекту архитектора П. А. Знаменского[3], перестроено в 1911)
- дом 32/55 —  памятник архитектуры Жилой дом (первая половина XIX в.)
- дом 34 —  памятник архитектуры Жилой дом
- дом 42 —  памятник архитектуры Жилой дом (XIX в.)
- дом 44 —  памятник архитектуры Жилой дом (XIX в.)
- дом 51/1 —  памятник архитектуры Церковь Рождества Христова (Покровская, 1841‒1842)

## Транспорт
По улице Калинина ходят маршрутные такси маршрута № 16с.